# Romus et Rapidus
Romus et Rapidus  est une attraction aquatique de type bouées, située dans le parc à thème français Parc Astérix à Plailly, dans l’Oise.
Située dans la partie "L'empire romain", cette attraction de type Rapids Ride a été construite par Intamin et a ouvert le 30 avril 1989, en même temps que le parc.
Avec ses 540 m. de long, l'attraction accueille les visiteurs de plus de un mètre dans ses 25 embarcations de neuf places. En 1991, l'attraction est le lieu d'une scène du film L'Opération Corned Beef, réalisé par Jean-Marie Poiré.
Le 5 juillet 2006, un jeune garçon tomba d'un radeau pneumatique, fut entrainé par le courant et se noya,. L'attraction ferma donc et fut ouverte à nouveau en 2008. Durant cette fermeture, d'importants travaux de sécurisation ont été réalisés, comme l'installation de filets de protection près du lift, l'ajout de caméras de sécurité, l'ajout de gilets de sauvetages aux abords de la rivière et l'installation de grands dossiers sur les banquettes des embarcations. L'enquête de police mit hors de cause la direction du parc et ses employés. L'attraction, appelée jusqu'avant l'accident La Descente du Styx, ouvrit sous un nouveau jour pour la saison 2008 sous le nom de Romus et Rapidus.
Le premier nom de cette attraction aquatique faisait référence au Styx, un des fleuves des Enfers dans la mythologie grecque. Le deuxième nom fait lui référence à Romulus et Rémus, les fondateurs de Rome selon la mythologie romaine avec les rapprochements phonétiques de « Remous » et « Rapides ».